# Krzysztof Polkowski
Krzysztof Polkowski (ur. 2 czerwca 1958 w Gdańsku) – polski malarz, pedagog (dr hab.). Uprawia malarstwo i rysunek. W latach 2016–2024 rektor Akademii Sztuk Pięknych w Gdańsku.

## Życiorys
Urodził się w rodzinie Mariana (1923–1989) i Jadwigi (1931–2017) z domu Rytel. W 1979 ukończył Państwowe Liceum Sztuk Plastycznych w Gdyni-Orłowie. Studia odbywał w latach 1980–1985 w Państwowej Wyższej Szkole Sztuk Pięknych (obecnie ASP) w Gdańsku. Dyplom uzyskał w 1985 w pracowni prof. Kazimierza Ostrowskiego. Po studiach działał jako samodzielny artysta. Od 1997 pracuje na macierzystej uczelni. Od 2001 doktor, od 2011 doktor habilitowany, od 2012 kierownik Pracowni Podstaw Malarstwa i Rysunku. Adiunkt I stopnia w Pracowni Malarstwa prof. Henryka Cześnika na Wydziale Malarstwa. 11 kwietnia 2016 został wybrany rektorem Akademii Sztuk Pięknych w Gdańsku. 27 kwietnia 2020 uzyskał reelekcję.
W kadencji 2018–2021 zasiadał w radzie Muzeum Gdańska. W latach 2018–2021 i od 2021 zasiada w Pomorskiej Radzie Kultury I kadencji oraz II kadencji. W kadencji 2019–2023 zasiadał w Radzie Kultury Gdańskiej.

## Wystawy
Indywidualne (do 2001 r.):
- 1985 Galeria Studencka PWSSP „Lot”, Gdańsk
- 1986 Galeria Dyplomantów, Gdańsk
- 1988 Galeria Promocyjna BWA, Sopot
- 1990 Galeria Rysunku i Grafiki, Politechnika Gdańska
- 1990 Galeria „U Literatów”, Gdańsk
- 1993 Galeria Fundacji „Pro Arte Sacra” kościół św. Bartłomieja, Gdańsk
- 1993 Galeria Sztuki Współczesnej Muzeum Narodowego, Gdańsk
- 1993 Galerie „Studio” Osterholz - Scharmbeck
- 1996 Galerie Buschgraben - „Malerei und Textil”
- 2001 Aula ASP - pokaz przewodowy, Gdańsk

Zbiorowe (do 2001 r.):
- 1985 „Profesor Ostrowski i jego uczniowie” BWA, Sopot
- 1986 „Międzynarodowe Triennale Rysunku im. T. Kulisiewicza” BWA, Kalisz
- 1986 „Galeria'85” Salon Jesienny, Gdańsk
- 1987 „Galeria'85” - „Papier'87”, Gdańsk
- 1987 „II Ogólnopolskie Triennale Akwareli” BWA, Lublin
- 1988 „41 Salon Zimowy Plastyki” BWA, Radom
- 1988 „Nadmorskie Spotkania Młodych” BWA, Sopot.
- 1988 „Impresje Polskie im. B. Jamonnta”, Toruń
- 1988 Gdańsk w malarstwie Galeria GOS „U Literatów”, Gdańsk
- 1989 Młode malarstwo polskie „Krytycy o nas” BWA, Sopot
- 1989 „Młode malarstwo Europy Wschodniej” Centrum de Doelen, Rotterdam, Holandia
- 1989 „Polnische Impressionen” Stadt Museum, Getynga. Sztuka Polska, Galeria „Nautilius”, Eckental
- 1988 Międzynarodowe Targi Sztuki „Interart”, Poznań
- 1990 I Triennale Sztuki Gdańskiej „Konfrontacje'90” BWA, Sopot
- 1990 Malarstwo Gdańskie, Galeria „Atom”, Gdańsk
- 1990 Współczesna Sztuka Gdańska, Galeria „Perspektive”, Wilhelmshaven
- 1991 „Młode Malarstwo Gdańskie” Galeria Fundacji „Pro Arte Sacra”, Kościół św. Bartłomieja, Gdańsk
- 1990 Kolekcja Polskiej Sztuki Współczesnej, Galeria „FOS”, Gdańsk
- 1990 Kolekcja Sztuki Gdańskiej, Galeria Herman, Sopot
- 1992 „Malarstwo, Grafika i Rzeźba Gdańska” Instytut Kultury Polskiej, Praga, Czechy
- 1992 Internationales Symposium Fur Malerei Kunstverein, Osterrholz - Scharmbeck
- 1992 „Między Światłem a Tajemnicą” Haus der Funf Neuen Lander, Bruksela, Belgia
- 1992 XXIX Ogólnopolska Wystawa Malarstwa „Bielska Jesień” BWA, Bielsko-Biała
- 1992 Międzynarodowe sympozjum malarstwa Kunstverein - Osterholz - Scharmbeck (Niemcy)
- 1993 Międzynarodowy Kongres SIAC i wystawa, Kraków
- 1993 „Sztuka miejscem odnalezienia się. Malarze i graficy Gdańscy” Dom Bankowca, Gdańsk
- 1994 „Biblia we współczesnym malarstwie polskim” Muzeum Narodowe w Gdańsku
- 1994 „Współczesna sztuka Gdańska” Rathau, Norderstedt
- 1995 „Współczesna Sztuka Polska” Galerie T&T, Norymberga, Niemcy
- 1996 „Dekonstrukcjoniści Gdańscy” BWA: Bydgoszcz, Wałbrzych, Olsztyn
- 1997 „Pro Baltica” Muzeum Miejskie w Toruniu
- 1997 „Dekonstrukcjoniści Gdańscy” Muzeum Narodowe w Gdańsku
- 1997 „Dekonstrukcjoniści Gdańscy” Państwowa Galeria Sztuki w Łodzi
- 1997 Galeria EL, Elbląg
- 1998 „Dekonstrukcjoniści Gdańscy” Państwowa Galeria Sztuki w Toruniu
- 1999 Galeria „Strome schody” przyjaciele galerii Muzeum w Lęborku
- 1999 „Pokolenie Ekspresjonistów” Galeria Refektarz, Kartuzy
- 1999 „Sztuka dwóch czasów” Muzeum Narodowe w Gdańsku, Pałac Opatów
- 1999 „Artysta wobec Sacrum” Muzeum Diecezjalne w Pelplinie
- 1999 „Spotkanie” Galeria "Triada" w Gdańsku
- 2000 „Bez tytułu” Galeria'78, Gdynia
- 2000 „Oliwa bliżej Gdańska, Gdańsk bliżej sztuki”, Dworek - Galeria Artystycznej Inicjatywy, Gdańsk[10]
- 2000 Gdynia - Düsseldorf, Galeria'78, Gdynia
- 2000 „Przegląd artystyczny” Galeria'78, Gdynia
- 2000 „XXVIII Festiwal Polskiego Malarstwa Współczesnego”, Zamek Książąt Pomorskich, BWA, Szczecin
- 2001 „Trwanie” Galeria „EL”, Elbląg
- 2001 „Sztuka Gdańska” Galeria "Podlaska", Biała Podlaska
- 2001 „Gdyński Przegląd Artystyczny” Galeria'78, Gdynia
- 2001 I Ogólnopolskie Biennale Malarstwa i Tkaniny Unikatowej, Gdańsk
- 2001 Galeria Nowa Oficyna ASP - Kolekcja Galerii, Gdańsk
- 2001 „Sztuka Gdańska” Galeria „A”, Starogard Gdański

## Nagrody i wyróżnienia
- 1989 – Wyróżnienie regulaminowe - Młode Malarstwo Polskie „Krytycy o nas”, BWA Sopot
- 1990 – I Nagroda w dziedzinie malarstwa - I Triennale Sztuki Gdańskiej „Konfrontacje'90”, BWA Sopot
- 1990 – Pobyt stypendialny w Galerii Roeschen w Schierborok k. Bremy
- 1999 – Laureat konkursu na dzieło plastyczne „O nas dzisiaj” Oddział Sztuki Współczesnej Muzeum Narodowego w Gdańsku
- 2001 – I Nagroda Prezydenta Miasta Gdańska w Dziedzinie Malarstwa na I Ogólnopolskim Biennale Malarstwa i Tkaniny Unikatowej Trójmiasto 2001
- 2010 – Nagroda Prezydenta Miasta Gdańska w Dziedzinie Kultury z okazji jubileuszu 25-lecia pracy artystycznej[11]
- 2010 – Nagroda Marszałka Województwa Pomorskiego za Wybitne Zasługi w Dziedzinie Twórczości Artystycznej oraz Upowszechniania i Ochrony Kultury[1]
- 2017 – Nagroda Honorowa Gdańskiego Towarzystwa Przyjaciół Sztuki w dziedzinie kultury i sztuki za tworzenie nowych przestrzeni edukacji i animacji kulturalnej
- 2022 – Medal 100-lecia Towarzystwa Przyjaciół Nauki i Sztuki w Gdańsku, Gdańskiego Towarzystwa Naukowego, Gdańskiego Towarzystwa Przyjaciół Sztuki[1]
- 2024 – Złoty Medal „Zasłużony Kulturze Gloria Artis”[12][13][14]
- 2024 – Medal Prezydenta Miasta Gdańska[1]